# Bad Salzdetfurth

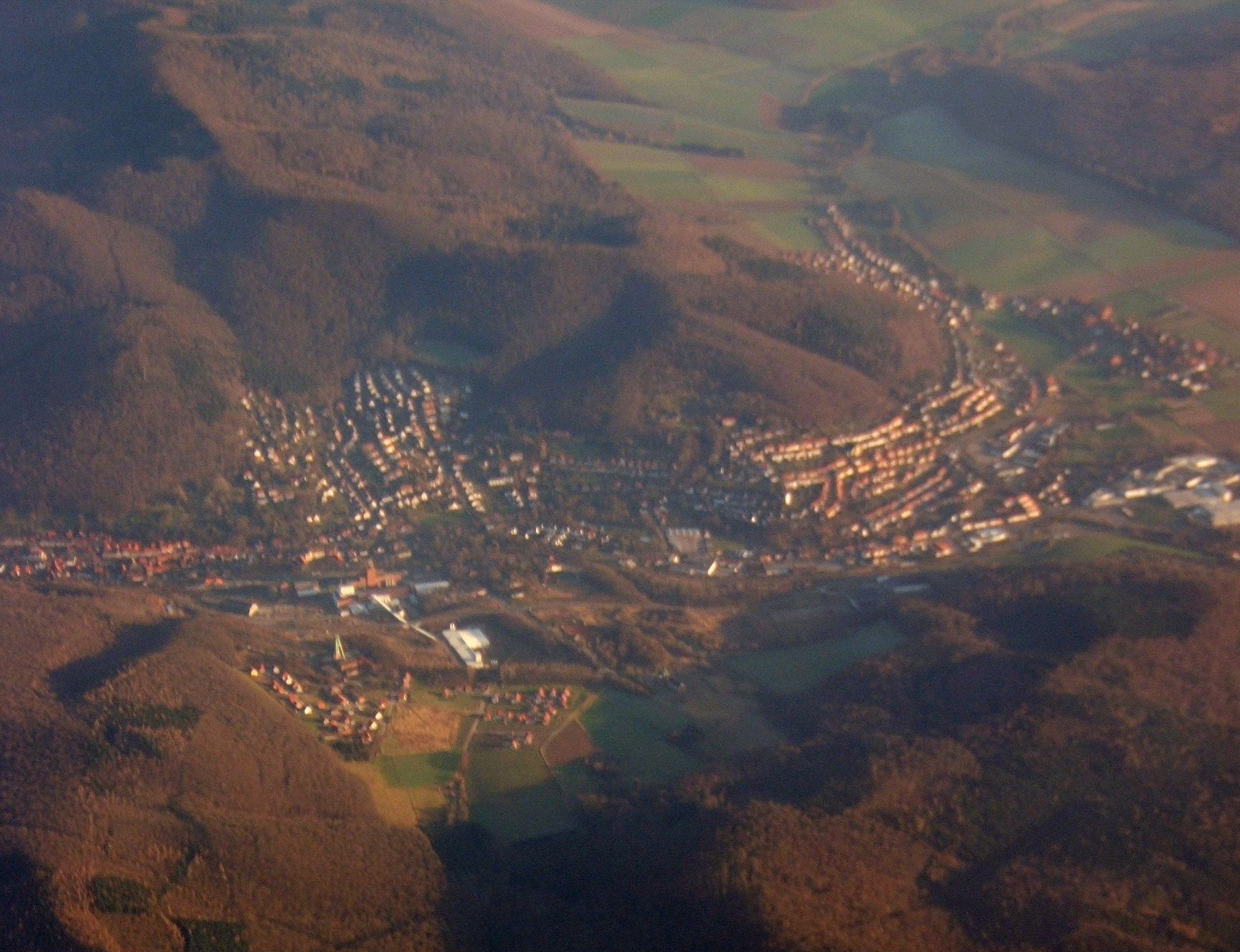
Nhìn từ trên cao

Bad Salzdetfurthⓘ là một đô thị ở huyện Hildesheim trong bang, bang Niedersachsen, Đức. Đô thị Bad Salzdetfurth có diện tích 67,11 km², dân số thời điểm ngày 31 tháng 12 năm 2006 là 15.223 người. 

## Kết nghĩa
- Benicasim, Tây Ban Nha
- Bochnia, Ba Lan
- Yate, Anh quốc
- Kelbra, Đức
- Yate, Anh